# Mosca-de-cavalo
A Mosca-de-cavalo (Neivamyia lutzi) é uma mosca da família dos muscídeos, de distribuição brasileira. Possui esse nome pois frequentemente pousa nos bordos das feridas dos cavalos para sugar o sangue.